# Éric Oberdorff
Éric Oberdorff, né à Lyon, est un danseur, chorégraphe, réalisateur, metteur en scène et photographe français.

## Biographie
Après avoir débuté par les arts martiaux, Éric Oberdorff étudie la danse au Conservatoire de Nice (1er prix), à l’École supérieure de danse de Cannes Rosella Hightower et à l’École de danse de l'Opéra national de Paris. Il danse pendant seize années en tant que danseur interprète pour le Ballet du Landestheater Salzbourg, le Ballet de l’Opéra de Zurich et les Ballets de Monte-Carlo dans des chorégraphies de Jiří Kylián, George Balanchine, William Forsythe, Lucinda Childs, Jean-Christophe Maillot, Jorma Uotinen, Karole Armitage, John Neumeier, Michel Fokine, Léonide Massine, Serge Lifar, Antony Tudor. 
En 2002, il fonde la Compagnie Humaine avec laquelle il crée des projets interdisciplinaires pour la scène et pour l’écran, intégrant chorégraphie, musique, image, texte, installation plastique, collaborant avec des artistes tels que les compositeurs Ondřej Adámek et Kazuko Narita (musique contemporaine), Anthony Rouchier et Delphine Barbut (musiques actuelles), l’écrivain et poète Sjón, les plasticiens Aurélie Mathigot et Marcel Bataillard, les scénographes Éric Soyer, Bruno de Lavenère, Fabien Teigné, l’artiste numérique Étienne Guiol, la chanteuse Donatienne Michel-Dansac, les chefs d’orchestre Léo Warynski, Kent Nagano, Jérôme Correas, Jean-Christophe Spinosi, l’apnéiste-réalisatrice Julie Gautier,,.
Il est régulièrement invité à créer par des structures internationales telles que le Ballet national de Marseille, le Ballet du Grand Théâtre de Genève, le BallettMainz, la University of North Carolina School of the Arts, le Festival international d'art lyrique d'Aix-en-Provence, le ChorWerk Ruhr, l'Ensemble Resonanz, l'Opéra Nice Côte d'Azur. 
Éric Oberdorff accompagne son travail de création par de multiples actions auprès des publics, avec une attention particulière pour les plus jeunes et pour les personnes en situation de fragilité sociale comme les publics sous main de justice,,. Il participe à des commissions de réflexion sur des thématiques du champ de la culture telles que la mobilité des artistes, la structuration territoriale et le financement de la culture,,. En 2010, il co-fonde le réseau européen de coopération Studiotrade et est chargé depuis 2015 de la programmation de la Plateforme Studiotrade au sein du Festival de danse de Cannes,. Développant des projets liant la danse et le cinéma, il programme depuis 2018 la sélection Nice Dance Film au sein du Festival Européen du Court Métrage de Nice et co-dirige avec Didier Deschamps la compétition de films de danse Mov'In Cannes,, au sein du Festival de danse de Cannes.
Depuis 2017, il est également chorégraphe et metteur en scène de l’ensemble N.E.S.E.V.E.N. (Allemagne), fondé et dirigé par le compositeur Ondřej Adámek. Commande du Festival d’Aix-en-Provence, sa mise en scène de l’opéra Seven Stones d’Ondřej Adámek en 2018 est saluée par la critique,,,,,,,,. Il explore ce nouveau champ artistique avec notamment une collaboration avec Lucinda Childs pour Akhnaten (Glass) en 2020  des mises en scène à l’Opéra de Nice telles que Phaéton,,,,,, (Lully), L’Arche de Noé,, (Britten), L’Olympiade des Olympiades,,,,,, (Vivaldi, Pergolese, Sarti, Hasse, Mozart) et des productions avec des ensembles vocaux et instrumentaux internationaux tels qu’Accentus, Resonanz, l’Orchestre philharmonique de Radio France, le ChorWerk Ruhr, Les Paladins, Matheus ou Les Métaboles. 
Artiste accompagné par le CDN Nice-Côte-d’Azur - Théâtre national de Nice (2017-2018), artiste associé à Scène 55 - Mougins (2021-2023), il est artiste associé au Musée des Beaux-Arts de Nice pour le projet Métamorphose (2023-2028).

## Chorégraphie
Principales créations
- 2000 : Impression lumières fugitives
- 2003 : Territoire zéro, Compagnie Humaine
- 2003 : Self Service, Compagnie Humaine
- 2004 : Prometheusspuren, Tanzcompagnie Giessen, en collaboration avec Tarek Assam et Paulina Wycichowska
- 2004 : Les Murs, Compagnie Humaine
- 2005 : Sometimes, Compagnie Humaine
- 2005 : A Momentary Lapse of Being, Ballett Staatstheater Mainz
- 2006 : Absence, Compagnie Humaine
- 2006 : diptyque Post War Dreams - Enola's Children & Sarajevo's Diary, Compagnie Humaine
- 2007 : Little Voices In My Head, Ballett Staatstheater Mainz
- 2008 : Libre, Compagnie Humaine
- 2009 : Un autre rêve américain, Compagnie Humaine
- 2009 : Corps étranger, Compagnie Humaine
- 2010 : Être, Ballet du Grand Théâtre de Genève
- 2010 : Les vertiges de l'immobilité, Ballet national de Marseille
- 2011 : Butterfly Soul, Compagnie Humaine
- 2011 : Léviathan, Compagnie Humaine
- 2011 : Libre/Reloaded, Compagnie Humaine
- 2012 : Juana, Compagnie Humaine
- 2014 : Monde imagination, Compagnie Humaine
- 2015 : Tsunemasa, Compagnie Humaine
- 2017 : Mon corps palimpseste, Compagnie Humaine
- 2018 : Bal(l)ade poétique, Compagnie Humaine
- 2018 : Checkpoint, Compagnie Humaine
- 2020 : Ma vie rêvée, Compagnie Humaine
- 2020 : Akhnaten, Opéra Nice Côte d'Azur, collaboration avec Lucinda Childs
- 2021 : Les glaneurs de rêves (redux), Compagnie Humaine
- 2022 : Reaching Out, avec le compositeur Ondřej Adámek, Compagnie Humaine & ensemble N.E.S.E.V.E.N.
- 2023 : Au nom du rêve #1, Compagnie Humaine
- 2024 : Au nom du rêve #2, Compagnie Humaine

Créations pour jeunes danseurs
- 2003 : Bord de fuite, Jeune Ballet du CNSMD de Lyon
- 2004 : Où sont passés...?, Cannes Jeune Ballet
- 2011 : Holden C., University of North Carolina School of the Arts
- 2011 : Antoine D., Jeune Ballet du CNSMD de Lyon
- 2014 : Ar(r)ête !, Jeune ballet du CNSMD de Paris
- 2015 : La Danse fantastique, en partenariat avec l'Orchestre Régional de Cannes Provence Alpes Côte d'Azur
- 2019 : Vers Abraxa, Compagnie Humaine & Université Côte d'Azur
- 2019 : Les Magnifiques, Compagnie Humaine & Université d'Artois
- 2024 : Debout et flamboyants, Compagnie Humaine & École du Ballet du Nord / CCN de Roubaix

## Mise en scène
- 2018 : Seven Stones (d'Ondřej Adámek), opéra, commande du Festival d'Aix-en-Provence
- 2018 : Schreibt bald! (d'Ondřej Adámek), théâtre musical, commande du Chorwerk Ruhr (Allemagne)
- 2019 : Man Time Stone Time (d'Ondřej Adámek), théâtre musical, ensemble N.E.S.E.V.E.N.
- 2019 : Třesk (d'Ondřej Adámek, Mio Chareteau, Mayke Nas, Martin Smolka) théâtre musical, ensemble N.E.S.E.V.E.N., Ensemble Eklekto (Suisse), Compagnie Humaine
- 2022 : Phaéton (de Jean-Baptiste Lully), opéra, commande de l'Opéra Nice Côte d'Azur
- 2023 : Vox Naturae (Raymond Murray Schafer, Veljo Tormis), théâtre musical, ensemble Les Métaboles
- 2023 : L'Arche de Noé (de Benjamin Britten), opéra participatif, commande de l'Opéra Nice Côte d'Azur
- 2024 : L’Olympiade des Olympiades (d'après Antonio Vivaldi, Giuseppe Sarti, Giavanni Battista Pergolesi, Johan Adolf Hasse, Wolgang Amadeus Mozart), opéra, commande de l'Opéra Nice Côte d'Azur

## Réalisation
- 2009 : Sur la route de Petrouchka, documentaire, co-réalisation avec Loïc Deltour
- 2011 : Butterfly Soul, court-métrage
- 2014 : Corpus Fugit, court-métrage
- 2016 : Consolation, long métrage
- 2017 : Sur ma peau, court-métrage

## Photographie
- 2014 : Corpus Fugit, série réalisée en milieu carcéral
- 2017 : Sur ma peau, série réalisée en milieu carcéral
- 2018 : Islande, série réalisée pour le programme de l'opéra Seven Stones

## Récompenses et distinctions
- 1997 : lauréat 1er SiWiC (Schweizerische internationale Weiterbildungskurs in Choreographie), Suisse
- 2001 : 1er prix de la Compétition internationale de chorégraphie de Hanovre, Allemagne pour le duo Impression lumières fugitives.
- 2007 : nomination pour le Prix Kurt Jooss, Allemagne, pour le duo Absence.
- 2009 : lauréat du dispositif “Identité, parcours & mémoires” - ACSÉ pour le documentaire Sur la route de Petrouchka.
- 2009 : lauréat de la bourse Beaumarchais-SACD pour la pièce Un autre rêve américain.
- 2011 : 1er prix au Cornwall Film Festival, Royaume-Uni, pour le film Butterfly Soul.
- 2018 : Prix Fedora Opera pour l’opéra Seven Stones.
- 2019 : Prix Lumière au Festival Cinédanse Ottawa, Canada, pour le film Sur ma peau.
- 2020 : Audience Choice Award au Lights Dance Festival Toronto, Canada, pour le film Sur ma peau.
- 2021 : co-lauréat avec le compositeur Ondřej Adámek de la bourse résidence virtuelle du Goethe-Institut, Allemagne, pour la pièce Reaching Out.
- 2022 : Lion d'or - Prix de la Meilleure Production à la Biennale de Venise / Biennale Musica, Italie, pour la pièce Reaching Out, avec les compositeurs Ondřej Adámek et Rino Murakami